# Мартич Станіслав Федорович
Мартич Станіслав Федорович (позивний Шелбі; 6 листопада 1998, с. Велика Киріївка, тепер Бершадського району Вінницької області — 11 травня 2023, поблизу с. Довгеньке) — український військовик, учасник російсько-української війни.

## Біографія
Станіслав Мартич народився 6 листопада 1998 року в селі Велика Киріївка Вінницької області. Після школи вступив до кадетського корпусу Львівського військового ліцею імені Героїв Крут. Через три роки став курсантом Одеської військової академії, де здобув професію десантника.
Після випуску в 2019 році молодий офіцер поповнив лави Десантно-штурмових військ Збройних Сил України. Служив у 95-й окремій десантно-штурмовій бригаді. Виконував бойові завдання в ООС, зокрема, боронив місто Сєвєродонецьк на Луганщині. За відмінну службу у травні 2020-го був нагороджений Медаллю «Захиснику Вітчизни»
З перших днів повномасштабного вторгнення Станіслав разом із побратимами продовжував боронити Україну від ворога. Він обіймав посаду заступника командира, інструктора з повітрянодесантної підготовки.

## Загибель
Старший лейтенант Станіслав Мартич загинув 11 травня 2022 року в бою з окупантами поблизу села Довгеньке. Похований у селі Велика Киріївка.

## Нагороди
- Орден Богдана Хмельницького ІІІ ступеня (4 липня 2022, посмертно) — за особисту мужність і самовіддані дії, виявлені у захисті державного суверенітету та територіальної цілісності України, вірність військовій присязі[1]
- Медаль «Захиснику Вітчизни» (12 травня 2020) — за особисту мужність і самовіддані дії, виявлені у захист державного суверенітету та територіальної цілісності України[2]